# Amtsgericht Arnswalde
Das Amtsgericht Arnswalde war ein preußisches Amtsgericht mit Sitz in Arnswalde, Provinz Brandenburg.

## Geschichte
Seit 1849 bestanden in Preußen Kreisgerichte. Das Kreisgericht Friedeberg in der Neumark war dem Appellationsgericht Frankfurt a. d. Oder nachgeordnet. In Arnswalde bestand eine Zweigstelle (Gerichtsdeputation) des Kreisgerichtes Friedeberg. Im Rahmen der Reichsjustizgesetze wurden diese Gerichte 1879 aufgehoben. Das königlich preußische Amtsgericht Arnswalde wurde mit Wirkung zum 1. Oktober 1879 als eines von 14 Amtsgerichten im Bezirk des Landgerichtes Landsberg a.W. im Bezirk des Kammergerichtes gebildet. Der Sitz des Gerichts war die Stadt Arnswalde. Sein Gerichtsbezirk umfasste den Landkreis Arnswalde ohne die Teile, die den Amtsgerichten Neuwedell, Reetz und Woldenberg zugeordnet waren. Am Gericht bestanden 1880 zwei Richterstellen. Das Amtsgericht war damit ein mittelgroßes Amtsgericht im Landgerichtsbezirk.
Im Jahre 1945 wurde der Sprengel des Gerichtes unter polnische Verwaltung gestellt. Das Amtsgericht Arnswalde musste entsprechend seine Tätigkeit einstellen.